# Brguljski Otok
Koordinati:   44°13′31″N, 14°50′01″E
Brguljski Otok je majhen nenaseljen otoček v Jadranskem morju, ki pripada Hrvaški.
Otoček leži v sredini Brguljskaga zaliva na južnem koncu otoka Molat. Od zahodne obale Molata je oddaljen okoli 0,4 km. Površina otočka meri 0,096 km². Dolžina obalnega pasu je 1,16 km.